# Johann Fulger
Johann Fulger (ur. 1906, data śmierci nieznana) – niemiecki więzień funkcyjny w hitlerowskim obozie koncentracyjnym Mauthausen-Gusen, zbrodniarz nazistowski.
Z zawodu robotnik budowlany. Więzień Gusen I, podobozu KL Mauthausen, od sierpnia 1940 do 8 kwietnia 1945. Od marca 1942 sprawował funkcję kapo. W procesie załogi Mauthausen (US vs. Georg Pirner i inni), który w dniach 16–19 września 1947 toczył się przed amerykańskim Trybubałem Wojskowym w Dachau skazany został na 10 lat pozbawienia wolności za wielokrotne znęcanie się nad więźniami. Wielu z nich Fulger okaleczył, bijąc kijem czy też wymierzając im karę chłosty z polecenia esesmanów.